# Catalina Cruz
Catalina Cruz (ur. 13 września 1979 w Cleveland) – amerykańska modelka i aktorka pornograficzna pochodzenia słoweńskiego.

## Życiorys
Urodziła się w Cleveland w stanie Ohio. W listopadzie 2000 roku rozpoczęła karierę pod pseudonimem JennaZ. W tym czasie jej wymiary wynosiły 32C-22-33. Później zwiększyła rozmiar swoich piersi do rozmiaru 70F i zmieniła swój pseudonim na „Cruz”, ponieważ wiele osób twierdziło, że jest podobna do hiszpańskiej aktorki Penélope Cruz z dużymi piersiami.
Prowadziła stronę internetową, na której „uczyła” seksu oralnego. Jej zdjęcia jako modelki ukazały się w magazynach: „MuscleMag International”, „American Curves” czy „Splat Magazine”. Jej debiutanckim filmem był Licensed to Blow (2007).
W 2009 roku była nominowana do XBIZ Award w kategorii „Ulubienica internetowa/Najlepsza gwiazdka roku”.
W 2010 roku otrzymała nominację do XBIZ Award w kategorii „Ulubienica internetowa roku”
W 2011 roku była nominowana do AVN Award w kategorii „Najlepsza gwiazda internetowa”. W 2015 zdobyła nominację do AVN Award w kategorii „Najlepsza wykonawczyni internetowa solo”.

## Nagrody i wyróżnienia
- 2009 - AVN Award – Internetowa gwiazdka roku[11]